# Хамиты

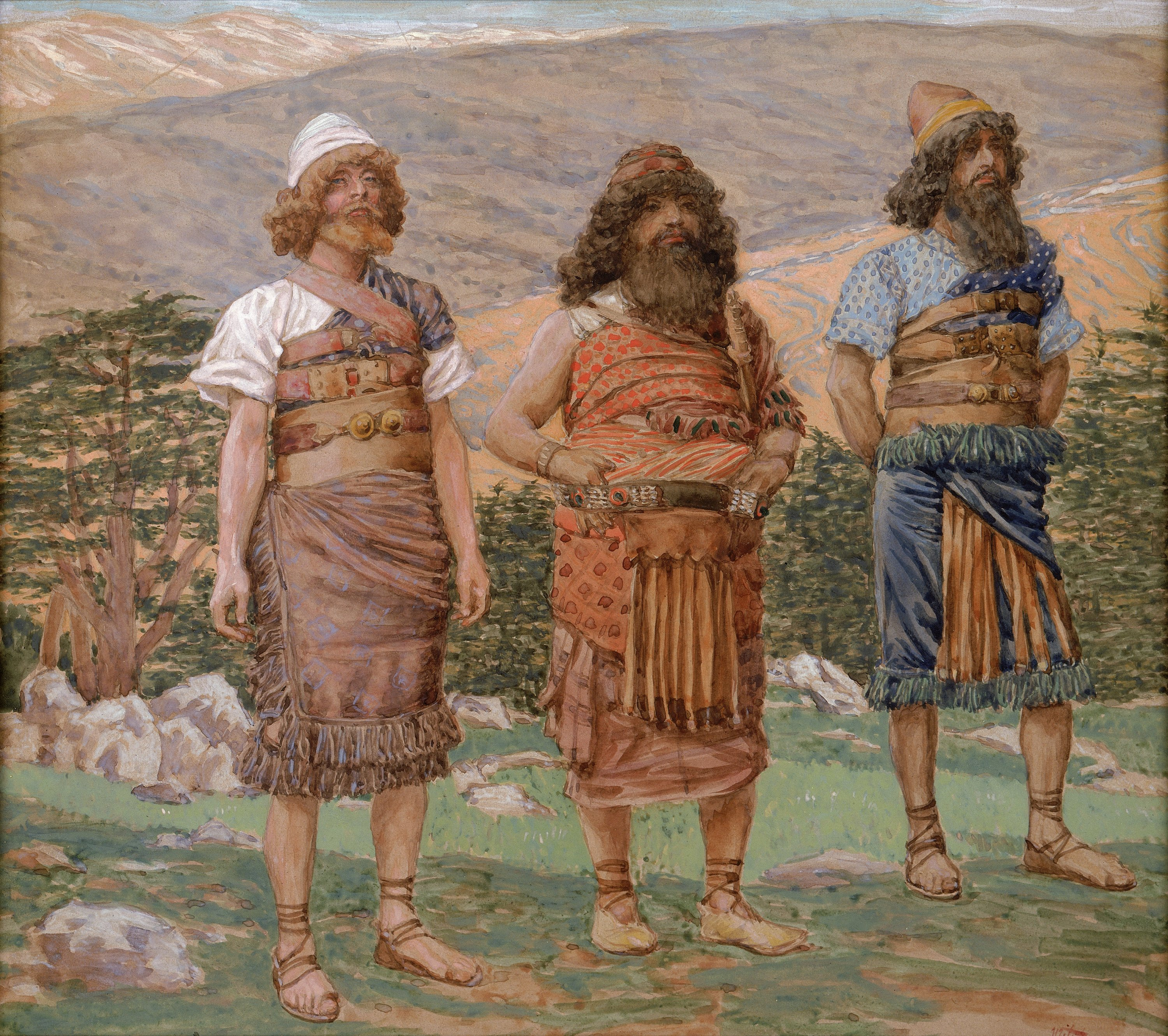
Сим, Хам и Иафет; Джеймс Тиссо

Хами́ты — устаревший термин, который использовался в лингвистике и африканистике для обозначения народов, разговаривающих на «хамитских языках» (в настоящее время относятся к афразийской языковой семье). Название происходит от имени Хама, одного из трёх сыновей Ноя.

## Источник
В 9 главе Книги Бытия повествуется, что однажды (уже после Потопа), когда Ной опьянел и лежал обнажённым в своём шатре, его сын Хам (вероятно со своим сыном Ханааном) увидел «наготу отца своего» и, оставив отца обнажённым, поспешил рассказать об этом двум своим братьям, насмехаясь при этом над отцом. «Сим же и Иафет взяли одежду и, положив её на плечи свои, пошли задом и покрыли наготу отца своего; лица их были обращены назад, и они не видали наготы отца своего» (Быт. 9:23). За проявленное непочтение Ной проклял сына Хама — Ханаана и его потомков, объявив, что те будут рабами Сима и Иафета (Быт. 9:20—27).
Также, согласно одной из апокрифических книг, Книге Юбилеев, первоначальным местом расселения потомков Хама стала «вторая наследственная часть, по ту сторону Гихона, к югу, направо от рая, и она идёт к югу».

## Дальнейшее использование и толкование термина

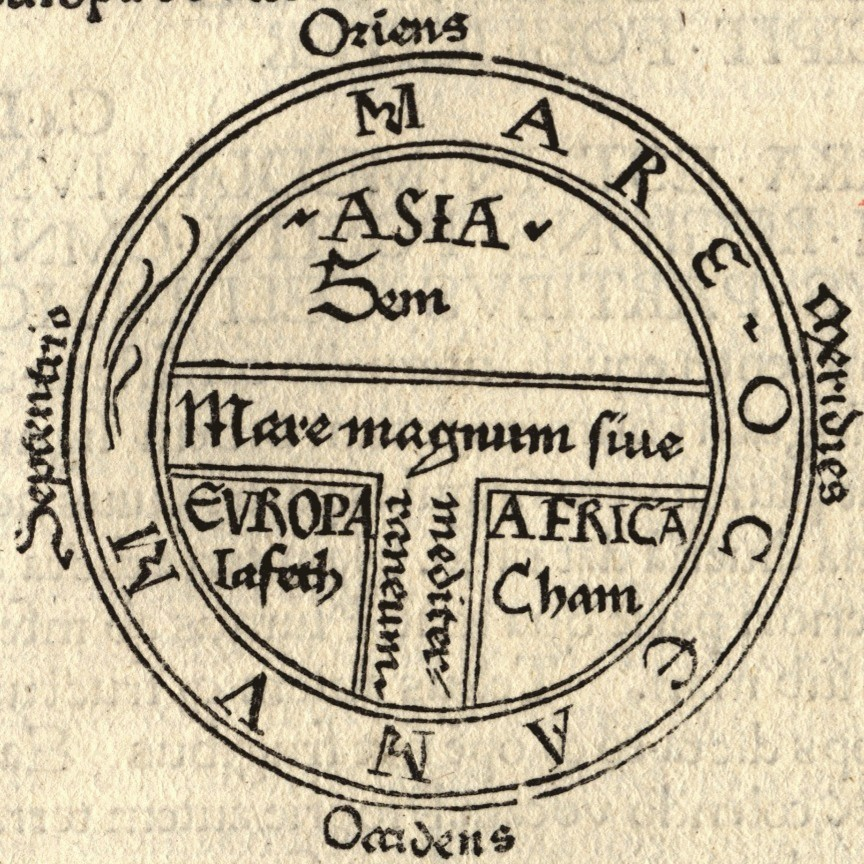
Расселение потомков Хама, согласно европейской средневековой карте типа Т и О

Представление о Хаме и его потомках стали фиксироваться в исторических преданиях, хрониках и трактатах, основанных на библейской истории. Так, например, в «Повести временных лет», записанной Нестором Летописцем в XII веке, о Хаме говорится следующее:

Хаму же достался юг: Египет, Эфиопия, соседящая с Индией, и другая Эфиопия, из которой вытекает река эфиопская Красная, текущая на восток, Фивы, Ливия, соседящая с Киринией, Мармария, Сирты, другая Ливия, Нумидия, Масурия, Мавритания, находящаяся напротив Гадира. B его владениях на востоке находятся также: Киликия, Памфилия, Писидия, Мисия, Ликаония, Фригия, Камалия, Ликия, Кария, Лидия, другая Мисия, Троада, Эолидa, Bифиния, Старая Фригия и острова некии: Сардиния, Крит, Кипр и река Геона, иначе называемая Нил— Древнерусская литература XII века «Повесть временных лет»
.
Также представление о хамитах как о совокупности народов, проживающих к югу от Ханаана, легло в основу средневековых европейских географических представлений, что, в частности, нашло своё отражение в картах.
Уже в Новое время, когда европейцы проникли в Африку, представление о детях Хама как о рабах Сима и Иафета стало одним из идеологических обоснований работорговли.

### Хамитская теория в лингвистике
В середине XIX века немецкий египтолог Карл Рихард Лепсиус ввёл этот термин в лингвистику, назвав хамитскими общность малоизученных к этому времени языков африканских народов. По мере изучения оказалось, что многие из «хамитских» языков не являются генетически родственными, а другие хамитские языки близки к семитским языкам. Поэтому в 1887 году лингвист Фридрих Мюллер предложил ввести термин «семито-хамитские языки» для обозначения совокупности уже достаточно изученных семитских и хамитских языков.
В 1908 году семитолог А. М. Крымский писал:

Термин «Xамиты» заимствован новейшей этиологией из Χ гл. «Бытия» для обозначения народов, которые живут в сев. и сев.-вост. Африке, говорят так наз. хамитскими языками и отличаются как от соседних негров (банту), так и от семитов (арабов и абиссинцев-эфиопов); этот общепринятый теперь термин (введён Лепсиусом и Ф. Миллером) не совсем удачен, потому что, таким образом, приходится не причислять к Х. финикиян, которые составителем «Бытия», на основании культурных и политических отношений, помещены в число потомков Хама, но говорили языком не Х., а семитским. Антропологически Х. принадлежат к расе средиземной (см. соотв. статью), то есть сродни и семитам, и индоевропейцам, но ближе стоят к семитам, к которым они ближе и по языку.— «Семитские языки» Т. Нёльдеке в обработке А. Крымского
Впоследствии М. Коэн доказал, что термин «хамитские языки» не имеет определённого лингвистического содержания, и он уступил место термину «семито-хамитские языки».

Современная карта афразийских языков

В 1970-е годы американский лингвист Дж. Гринберг предложил использовать термин «афразийские языки» вместо семито-хамитских.

### Хамитская теория в африканистике
Господствующее убеждение в неспособности самостоятельного развития африканских народов привела к появления так называемой «хамитской теории». История обнаруженных в XIX—XX веке памятников культуры рассматривались как последствие восприятия пассивными африканцами-негроидами внешних культурных влияний. Последующее появление на континенте европейских колонизаторов в этом контексте воспринималось лишь как очередная волна переселенцев с более высокой культурой.

Представитель племени бишарин как человек с «классическими хамитскими чертами», иллюстрация из книги Августуса Генри Кина Man, Past and Present (1899).

К африканистике термин «хамиты» впервые применил немецкий лингвист К. Мейнхоф в 1912 г. Он определял хамитов, как некий единый антропологический и культурный тип, который якобы и дал начало языкам, культуре и общественным институтам негроидных народов Африки. Наибольший расцвет хамитской теории пришёлся на межвоенные годы XX в. Однако работы этнографов, антропологов, лингвистов доказали самостоятельность происхождения культуры африканских народов и отсутствие единой «хамитской» общности языков, расового типа и культуры. Расистская по существу хамитская теория была подвергнута резкой критике видных африканистов, в частности российским африканистом Д. А. Ольдерогге.